# Rutulok
A rutulok (oroszul Руту́льцы) egy kaukázusi népcsoport, mely főleg Oroszországban, Dagesztánban él.

## Történelem és lakóhely
A rutulok főleg Dagesztánban, ezen belül Mahacskala városában, a Rutul járás és a Kizljari járás területén élnek. Jelentős a rutul kisebbség Azerbajdzsánban is. Kisebb számban megtalálhatók a Sztavropoli határterületen, a Rosztovi területen, Kalmükföldön és a Krasznodari határterületen is.

## Népesség
A különböző összeírásokkor a rutulok száma a következőképpen alakult Oroszországban:
- 1926-ban: 10 333 fő
- 1959-ben: 6 703 fő
- 1970-ben: 11 904 fő
- 1979-ben: 14 835 fő
- 1989-ben: 19 503 fő
- 2002-ben: 29 929 fő
- 2010-ben: 35 240 fő